# Umberto Smaila
Umberto Smaila (Verona, 26 giugno 1950) è un attore, cabarettista, musicista, showman, conduttore televisivo e imprenditore italiano.
Il suo esordio avvenne negli anni settanta insieme al gruppo comico I Gatti di Vicolo Miracoli, con i quali ha partecipato a numerosi film e programmi televisivi, avendo anche modo di esprimersi in qualità di musicista.
Dopo lo scioglimento del gruppo, ha avuto un periodo di notorietà come conduttore televisivo, presentando alcuni quiz nel day-time di Canale 5 e legando la sua immagine al sex show cult Colpo grosso, trasmissione di Italia 7 che fece discutere l'opinione pubblica per alcune stagioni televisive, dal 1987 al 1992.
Dagli anni novanta ha diradato le sue apparizioni televisive, concentrandosi sul cinema e sull'attività d'imprenditore, dedicandosi ai locali Smaila's da lui aperti in varie parti del mondo.

## Biografia
Nasce a Verona da famiglia d'origine fiumana; entrambi i genitori, Giuseppina «Mery» Nacinovich (1926-2021) e Guerrino Smaila (1915-1994), infatti sono esuli fiumani giunti profughi nella città scaligera, dove si stabilirono nel 1949, un anno prima della nascita di Umberto. Sia i genitori che Umberto non hanno tagliato i legami con la città e la regione d'origine, ritornandoci frequentemente. Passò l'infanzia e l'adolescenza nel quartiere Golosine, situato a sud della città scaligera.
Smaila inizia la sua carriera nel 1971 insieme a Jerry Calà, Franco Oppini, Gianandrea Gazzola, Nini Salerno e Spray Mallaby con il gruppo cabarettistico I Gatti di Vicolo Miracoli. Il debutto avvenne al Derby Club di Milano. Nel 1972 pubblicano l'album I Gatti di Vicolo Miracoli. Le prime apparizioni televisive dei "Gatti" sono ne Il Dirodorlando del 1975, sull'allora Programma Nazionale della Rai, una sorta di quiz per ragazzi condotto da Ettore Andenna.
Nel 1974 Gianandrea Gazzola e Spray Mallaby abbandonano il gruppo, mentre rientra Franco Oppini, che aveva già fatto una breve apparizione nel gruppo al suo inizio. Diventano celebri nel programma Non stop del 1977 per la regia di Enzo Trapani. Nel 1978 è ospite a Lo sprolippio, condotto da Claudio Lippi. Nello stesso anno partecipa al varietà Cabarout, che vedeva tra gli altri ospiti Giorgio Faletti e Massimo Boldi. La canzone di successo del gruppo fu Capito?!.
Nel 1981 Jerry Calà esce dal gruppo per intraprendere la carriera da solista, mentre i tre Gatti superstiti continuano l'attività. Nel 1985 partecipano al varietà Quo Vadiz? e al gioco a quiz Help!, dove Smaila conduce il programma insieme a Fabrizia Carminati nel ruolo di valletta e i "Gatti" improvvisano vari sketch e candid camera. La canzone Verona Beat, che al sabato era sigla di chiusura del programma, diventerà anche la canzone simbolo dello scudetto dell'Hellas Verona.

Umberto Smaila con le ragazze portafortuna di Colpo Grosso

Nel 1986 sostituisce Marco Columbro alla conduzione del gioco a quiz C'est la vie. L'anno successivo conduce il quiz cult Colpo grosso, programma con strip, in onda sul neonato circuito Italia 7 e nel 1989 un nuovo gioco a quiz intitolato Babilonia. Nel 1991 Smaila interpreta il ruolo di Luigi XIII di Francia nel musical I Tre Moschettieri, in onda su Canale 5. Nel 1992 partecipa a Buona Domenica con Harold "Harry" Davies.
Nel 2010 Smaila conduce con il figlio Rudy su Antennatre il programma In viaggio con papà, dove entrambi si confrontano su temi diversi.
Smaila nel corso degli anni ha aperto con il marchio Smaila's circa 10 locali in posti quali Sharm el-Sheikh,  Aprilia, Poltu Quatu, Gallipoli, Verona e Tropea. Altri ancora sono presenti sulle Navi Grimaldi per la Spagna. In tali locali spesso è accompagnato dal figlio Rudy.
A gennaio 2014 esce su etichetta Saifam il suo nuovo album Smailas III, contenente un brano scritto per lui da Andrea Mingardi e prodotto da Alex Intermite oltre che dallo stesso Smaila.
Nel 2022 firma Io con me, insieme a Enrico Vanzina e Silvio Amato, della colonna sonora per il film Tre sorelle con la regia di Enrico Vanzina, interpretata da Annalisa Minetti.
Si considera agnostico.

## Filmografia

### Attore

#### Cinema
- Un ufficiale non si arrende mai nemmeno di fronte all'evidenza, firmato Colonnello Buttiglione, regia di Mino Guerrini (1973)
- La poliziotta, regia di Steno (1974)
- Sturmtruppen, regia di Salvatore Samperi (1976)
- Come ti rapisco il pupo, regia di Lucio De Caro (1976)
- Arrivano i gatti, regia di Carlo Vanzina (1980)
- Una vacanza bestiale, regia di Carlo Vanzina(1981)
- Miracoloni, regia di Francesco Massaro (1981)
- Italian Boys, regia di Umberto Smaila (1982)
- Delitti e profumi, regia di Vittorio De Sisti (1988)
- I mitici - Colpo gobbo a Milano, regia di Carlo Vanzina (1994)
- Gli inaffidabili, regia di Jerry Calà (1997)
- I miei più cari amici, regia di Alessandro Benvenuti (1998)
- Vita Smeralda, regia di Jerry Calà (2006)
- Italian Business, regia di Mario Chiavalin (2017)
- Odissea nell'ospizio, regia di Jerry Calà (2019)
- Nati 2 volte, regia di Pierluigi Di Lallo (2019)
- Chi ha rapito Jerry Calà?, regia di Jerry Calà (2023)

#### Televisione
- Quo vadiz? – serie TV (1984)
- Un fantastico tragico venerdì – serie TV (1986)
- Don Tonino – serie TV, episodio 2x01 (1988)
- L'odissea – film TV (1991)
- I tre moschettieri – film TV (1991)
- Non chiamatemi papà – film TV (1997)
- Gian Burrasca – film TV (2002)
- Il commissario Rex – serie TV, 1 episodio (2012)
- Romolo + Giuly: La guerra mondiale italiana – serie TV (2018)

### Musicista
- La belva col mitra, regia di Sergio Grieco (1977)
- Arrivano i gatti, regia di Carlo Vanzina (1980)
- Una vacanza bestiale, regia di Carlo Vanzina (1981)
- Italian Boys, regia di Umberto Smaila (1982)
- Sturmtruppen 2 - Tutti al fronte, regia di Salvatore Samperi (1982)
- Il ragazzo del Pony Express, regia di Franco Amurri (1986)
- Caramelle da uno sconosciuto, regia di Franco Ferrini (1987)
- Soldati - 365 all'alba, regia di Marco Risi (1987)
- I miei primi 40 anni, regia di Carlo Vanzina (1987)
- Sottozero, regia di Gian Luigi Polidoro (1987)
- Animali metropolitani, regia di Steno (1987)
- Delitti e profumi, regia di Vittorio De Sisti (1988)
- La più bella del reame, regia di Cesare Ferrario (1989)
- Sognando la California, regia di Carlo Vanzina (1992)
- I mitici - Colpo gobbo a Milano, regia di Carlo Vanzina (1994)
- Chicken Park, regia di Jerry Calà (1994)
- Gli inaffidabili, regia di Jerry Calà (1997)
- Svitati, regia di Ezio Greggio (1999)
- Senza movente, regia di Luciano Odorisio (1999)
- Ti voglio bene Eugenio, regia di Francisco Josè Fernandez (2002)
- Torno a vivere da solo, co-compositore, regia di Jerry Calà (2008)
- Operazione vacanze, co-compositore, regia di Claudio Fragasso (2012)
- Infernet, regia di Giuseppe Ferlito (2016)
- Italian Business, regia di Mario Chiavalin (2017)
- Odissea nell'ospizio, regia di Jerry Calà (2019)
- Lockdown all'italiana, regia di Enrico Vanzina (2020)
- Tre sorelle, regia di Enrico Vanzina (2022)

### Pubblicità
- Dal Colle (1988)

## Discografia parziale

### Discografia solista

#### Album
- 1986 – Il ragazzo del pony express
- 1987 – Caramelle da uno sconosciuto (Colonna sonora originale del film)
- 1991 – Fred (con Alessandra Casella e Luca Sandri)

#### Singoli
- 1981 – Come il purè/Bricolage (Carosello, CI 20500)
- 1986 – Pony Express Time/Loola (Cinevox, MDF 144) (con Jerry Calà)
- 1987 – Soldati/Donne così (Ricordi, SRL 11064)
- 1988 – Canto rossonero/Canto rossonero (versione strumentale) (Five, FM 13204) (con I Ragazzi della Curva Sud)
- 1989 – Cia' presente Colpo Grosso?/Super Europe (Five, FM 13240) (split con Monique Sluyter)

### Discografia con I Gatti di Vicolo Miracoli

#### Album
- 1972 – I Gatti di Vicolo Miracoli
- 1975 – In caduta libera
- 1979 – I Gatti di Vicolo Miracoli

#### Raccolte
- 2008 – Le più belle canzoni
- 2016 – Playlist

#### Singoli
- 1971 – L'ultimo fiore/Notte, notte
- 1971 – Michelino/Storia di un lavoratore che rimane vittima delle disgrazie più cattive...
- 1977 – Una città/In caduta libera
- 1977 – Prova/Rocky Maiale
- 1978 – Capito?!
- 1979 – Discogatto/Verona Beat
- 1980 – Ciao
- 1980 – No-No-No-No-No/Verona Beat
- 1983 – L'aerobica è chic/Koppa la vecia
- 1985 – Singer's Solitude/Verona Beat

## Riconoscimenti
- Ciak d'oro
  - 1987 – Migliore canzone originale per Donne così – Caramelle da uno sconosciuto[7]